# Relativity Records
Relativity Records – amerykańska wytwórnia muzyczna, działająca w latach 1982-1992.
Oficyna powstała w Nowym Jorku z inicjatywy Barry'ego Kobrina w ramach działalności firmy dystrybucyjnej Important Record Distributors (w latach późniejszych Red Distribution). Firma wydawała nagrania różnorodnych z gatunków, od rocka, przez hip-hop, heavy metal, po jazz. W 1990 roku połowę udziałów w wytwórni nabył koncern Sony Music Entertainment. Nakładem Relativity Records ukazały się nagrania m.in. takich zespołów i wykonawców jak: Megadeth, Eazy E, Joe Satriani, Corrosion of Conformity oraz Death.
Przez krótki okres firma prowadziła pododdziały Combat Core, Combat Records i In-Effect.